# کارابل (فلوریدا)
کارابل (به انگلیسی: Carrabelle) شهری در شهرستان فرانکلین ایالت فلوریدا است که در سال ۱۸۹۳ بنیان‌گذاری شده‌است. این شهر طبق سرشماری سال ۲۰۱۰ میلادی، ۲٬۷۷۸ نفر جمعیت داشته و مساحت آن نیز ۱۲٫۵ کیلومتر مربع است.